# Старыгин, Павел Иванович
Па́вел Ива́нович Стары́гин (1897, Яранский уезд, Вятская губерния — 20 мая 1973, Киев) — советский партийный и государственный деятель; 1-й секретарь Николаевского обкома КП(б)У, министр мясной и молочной промышленности УССР. Член ЦК КП(б)У (1938—1940). Депутат Верховного Совета УССР 1-2-го созывов.

## Биография
Родился в деревне Большой Пакшик Яранского уезда в семье крестьянина-бедняка. В 1909 году окончил сельскую школу в селе Сердеж Яранского уезда, после чего крестьянствовал в хозяйстве отца в родном селе.
С мая 1917 года служил рядовым в 12-м стрелковом полку 3-й стрелковой дивизии российской императорской армии. В феврале 1918 года после демобилизации вернулся на родину.
С октября 1918 года служил в Красной армии:
- красноармеец 3-го запасного батальона,
- командир отделения Симбирского караульного батальона (апрель — сентябрь 1919),
- помощник командира взвода Московского сторожевого полка (сентябрь 1919 — май 1920), 254-го стрелкового полка 85-й отдельной стрелковой бригады (май — сентябрь 1920).

С сентября по декабрь 1920 года находился в команде выздоравливающих после ранений в Москве и Вятке. С декабря 1920 года — курсант полковой школы, затем служил в 51-й стрелковой дивизии:
- политический руководитель 456-го стрелкового полка; в июле 1921 года вступил в РКП(б)[2];
- ответственный партийный организатор штаба 152-й стрелковой бригады (январь — июль 1922),
- политический руководитель роты 152-го стрелкового полка (по апрель 1923).

В апреле — октябре 1923 года — слушатель Харьковского военной повторной школы руководящего состава. В последующем служил в 30-й стрелковой дивизии:
- политический руководитель роты 88-го и 89-го стрелковых полков,
- военный комиссар отдельной сапёрной роты (апрель 1926 — апрель 1928),
- ответственный секретарь партийного бюро 30-го артиллерийского полка (по декабрь 1930).

С декабря 1930 по январь 1933 года — помощник военного комиссара 7-го корпусного артиллерийского полка.
С января 1933 по январь 1935 года — начальник политического отдела Казанковской машинно-тракторной станции (Казанка, Днепропетровская область).
С января 1935 года — первый секретарь Казанковского районного комитета КП(б)У Днепропетровской области.
С октября 1937 года — заведующий отделом руководящих партийных органов Организационного бюро ЦК КП(б)У по Николаевской области; с марта 1938 — 3-й, с мая 1938 по февраль 1939 года — 1-й секретарь Николаевского областного комитета КП(б)У.
С мая 1939 года — народный комиссар (с 1946 — министр), с февраля 1949 — заместитель министра мясной и молочной промышленности Украинской ССР.
В последующем работал управляющим конторой Главного управления «Главскотзаготовка» Министерства мясной и молочной промышленности СССР (август 1950 — май 1953), старшим инспектором, управляющим трестом «Укрмясоторг» (с июня 1953).
Избирался депутатом (от Николаевской области) Верховного Совета Украинской ССР 1-го (1938—1947) и 2-го (1947—1951) созывов. Делегат XVIII съезда ВКП(б) (1939).
Выйдя на пенсию, жил в Киеве.

## Награды
- два ордена Трудового Красного Знамени (7.02.1939[2], 23.01.1948)
- ордена
- медали

## Комментарии
1. ↑  Деревня Большой Пакшик, относившаяся к Сердежской, в 1920-е годы — к Тожсолинской волости Яранского уезда, в последующем входила в состав Сердежского сельсовета Яранского (в 1935—1956 — Салобелякского) района Кировской области; не сохранилась[1].